# Șamil Omarov
Șamil Omarov (în rusă Шамиль Магомедович Омаров, Șamil Magomedovici Omarov; n. 28 septembrie 1936, Daghestan) este un medic farmacolog rus, de origine avară din Daghestan, doctor în științe medicale, profesor onorific al Universității Medicale din Daghestan, membru al Academiei Naționale de Științe din Daghestan, președinte al Asociației de farmacologie din Daghestan. S-a distins mai cu seamă prin cercetarile sale în domeniul apiterapiei și zootoxinologiei.
A absolvit Institutul de Stat de Medicină din Daghestan în 1961. 
În 1980 a susținut teza de doctor în științe (doctor habilitat).
A primit titlul de „Veteran al Muncii”.
În 1990 primește și titlul de om de știință emerit.
Este autor a peste 400 de lucrări științifice.